# Willie Jessop (cầu thủ bóng đá)
William "Willie" Jessop (2 tháng 4 năm 1922 - tháng 5 năm 1994) là một cầu thủ bóng đá người Anh thi đấu ở vị trí tiền vệ cánh. Ông ra sân ở English Football League cho Preston North End, Stockport County, Oldham Athletic và Wrexham. Ông cũng thi đấu bóng đá non-league cho Bloxwich Strollers.